# Charlotte (Nowy Jork)
Charlotte – miasto w Stanach Zjednoczonych, w stanie Nowy Jork, w hrabstwie Chautauqua.